# Dorstenia scaphigera
Dorstenia scaphigera är en mullbärsväxtart som beskrevs av Bur.. Dorstenia scaphigera ingår i släktet Dorstenia och familjen mullbärsväxter. Inga underarter finns listade i Catalogue of Life.